# Indrapura
Indrapura (ឦន្ទ្រពុរ) est la capitale du Royaume de Champā de 875 à 982. Cette capitale est localisée dans l'Annam actuel au Viêt Nam du centre.
La capitale de l'ancien royaume de Champa à partir de 875 sera souveraine pendant plusieurs décennies.
Les Chams, originaires de Bornéo, sont installés sur le continent au IIe siècle avant notre ère grâce à un circuit marchand. Au premier millénaire de notre ère, les Chams implantés sur les côtes du Champa sont composés notamment de marchands indiens venant diffuser la culture indienne et hindouiste.
Mais l’avènement du bouddhisme mahayana dans le royaume d’Indrapura durant le règne de Jaya Indravarman à la fin du IXe siècle est marqué par la construction de nombreux temples bouddhistes.
Le sanctuaire bouddhique d'Indrapura fut édifiée sous le règne d'Indravarman II (877-890) et ses successeurs appartenant à la 6e dynastie à Ðông Duong. Le nom Indrapura signifie « Ville d'Indra » en sanskrit.
Indra est le dieu hindou de la tempête et de la guerre, considéré comme "dieu batailleur de l'orage" et sa capitale est Amarāvatī, et le roi des dieux dans le Rig Veda.

## Indra dans le panthéon hindou
Dans le panthéon Hindou, Indra est le fils du ciel, de la terre, de la foudre et des pluies, il a reçu de son père l’arme ultime qu’est la foudre baptisée Vajra, symbolisée par son épée) et a bu le « soma », un élixir qui l’a rempli de son pouvoir divin. L’Asura Vritra vint défier Indra. Le démon Vritra retenait les eaux dans la montagne, Vritra était un immense serpent couché sur une montagne qui privait tous les êtres de chaleur et de lumière, d’oxygène, d’eau, de nourriture et de vitalité. Foncièrement mauvais, et avec l’aide de sa mère Dânu, il avait obstrué le grand espace (l’horizon) entre le ciel et la terre. Cette situation générait des catastrophes climatiques et affligeait la santé et le moral de tous les êtres. Indra s’empara alors de son arme privilégiée, un vajra qui fut fait de la colonne vertébrale au premier ascète, Dadhichi et avec l'aide de celui-ci. Indra entreprit de combattre Vritra. Indra lança sur lui la foudre, libérant ainsi les pluies, dégageant le ciel, et laissant apparaître le soleil. Il rendit la terre habitable pour les humains et permit l’achèvement de la création du monde.
Pour le punir de son arrogance, Shiva le jeta dans un cachot où croupissaient 4 Indrās des temps jadis, pour ne regagner le paradis d'Indra qu'à leur mort ,.

## L'origine du royaume de Champa
Les Chams étaient originaires de Bornéo et se sont installés sur le continent au IIe siècle avant notre ère grâce à un circuit marchand reliant le Vietnam, les Philippines et Bornéo. Ce commerce indien durant le premier millénaire de notre ère, implanté sur les côtes du Champa ont abrité des marchands indiens, des brahmanes et autres venant diffuser la culture indienne et hindouiste.
Progressivement, cinq royaumes se forment et se réunissent en une confédération ; du nord au sud l’on trouve Indrapura (autour de Hué), Amaravati (Hội An), Vijaya (Quy Nhơn), Kauthara (Nha Trang) et Panduranga (Phan Rang - Tháp Chàm).
Bien que confédérés pour faire face au royaume chinois, les royaumes chams évoluent de manière spécifique avec l’avènement du bouddhisme mahayana dans le royaume d’Indrapura durant le règne de Jaya Indravarman à la fin du IXe siècle marqué par la construction de nombreux temples bouddhistes. La population restait toutefois majoritairement hindouiste ce qui fragmenta encore plus la société cham.

## Géographie
Indrapura est située dans la province d'Amarâvatî (ឤម្ឣរ្âវ្ឣត្î) du royaume de Champā (Rឱយ្ឳម្ឯ ទ្ឯ Cហ្ឣម្ព្ឤ, ), au niveau des ruines de Ðông Duong, près des actuelles Đà Nẵng et Hội An, dans l'actuelle province de Quảng Nam, au centre du Viêt Nam, en Annam.

### Hypothèses de localisation d'Indrapura
Louis Finot, le premier directeur de École française d'Extrême-Orient (EFEO) (de 1898 à 1904 et de 1920 à 1926, par intérim de 1914 à 1918 et de 1928 à 1930), et Gaston Maspero ont pris pour hypothèse qu'Indrapura était située à Đồng Dương et que Sinhapura (ឞិន្ហពុរ) à Trà Kiệu site Champā.
Un autre chercheur Léonard Aurousseau, le deuxième directeur de l'EFEO à partir de 1926, aurait plutôt localisé la capitale Champa à Trà Kiệu "ancien site de la première capitale cham Simhapura, royaume du Champa" mais sans pour autant localiser Sinhapura. D'autres thèses telles que celle de Georges Coedes l'identifieraient à Banteay Prei Nokor, près de Kompong Cham. L'Américain Michael Vickery (en) la verrait plutôt près de Kompong Thom.
Selon l'inscription sur la stèle de Sdok Kok Thom (ឞ្ទ្ឱក្ Kឱក្ ឋ្ឱម្), Indrapura ou Amarendrapura.
(ឤម្ឣរ្ឯន្ទ្រ្ឣព្ឧរ្) fut la première capitale du règne de Jayavarman II vers 781, avant la fondation de l'empire khmer en 802 ; Indrapura (khmer). Les thèses abondent et les débats ne sont pas encore tranchés.

### L'état du site d'Indrapura à Ðông Duong
Ces sites furent longtemps associés au sanctuaire de Mỹ Sơn découvert par Camille Paris en 1889 construits sur 10 siècles (du IVe au XIIIe siècle).
Contrairement à ses prédécesseurs, Indravarman II était un bouddhiste Mahayana, il a donc construit un grand monastère bouddhiste. Les ruines ont été principalement détruites par les bombardements de la guerre du Vietnam et de nos jours mêmes par le pillage de briques.
Le Musée de la Sculpture cham ("Bao Tang Cham") à Da Nang, fondé en 1915 par l'École française d'Extrême-Orient (EFEO), possède une précieuse collection de sculptures Cham, qui ont été extraites de Đông Dương ainsi que d'autres sites archéologiques, tels que le sanctuaire Mỹ Sơn et le sanctuaire Tra Kieu.
Les ruines d'Indrapura ont été décrites par Philippe Stern (1895-1979) qui dirigea le musée Guimet mais dont les travaux sur l'art khmer et du champā, les deux grandes civilisations antiques de l'Asie du Sud-Est, font autorité,.
En 2009-2010, Dr A. Rajeswara Sarma dans un article titré "Indrapure the Capitak city of Vishnukundi Dynasty" publié par l'India Congress propose une thèse de NB Sastri selon laquelle Indrapalanagram serait dans le district de Nalgonda et serait la capitale de la famille Vishnukundi qui comprendrait 8 générations de rois qui ont gouverné dans le Sud de l'Inde pendant 250 ans du IVe au VIe siècle. Il se basait sur 2 services de cuivre retrouvés qui avaient comme inscription Indra Varman.

## Histoire
En 875, le dynaste Indravarman II établit la capitale du royaume de Champā à Indrapura. Il y construisit un grand temple bouddhiste, en partie détruit pendant les bombardements au cours de la guerre du Viêt Nam et le pillage des briques restantes par les locaux et les touristes.
Indrapura est détruite en 982 par l'empereur viêt Lê Đai Hành, alors que le Champā doit abandonner Amaravati en 1000.